# Łopian
Łopian (Arctium L.) – rodzaj roślin należący do rodziny astrowatych. W tradycyjnym ujęciu liczył 6 gatunków, które jednak były zagnieżdżone w rodzaju Cousinia, a różnice między tymi rodzajami były nieostre. Proponowano dołączanie do rodzaju Arctium kolejnych gatunków (do ok. 10) lub wskazywano na celowość scalenia tych rodzajów. W wyniku badań molekularnych w XXI wieku ustalono podział gatunków między problematycznymi rodzajami, zaliczając do rodzaju Arctium ok. 40 gatunków. Występują one jako rośliny rodzime w Europie, północno-zachodniej Afryce i na rozległych obszarach Azji, a jako introdukowane i zadomowione także w Ameryce Północnej, Południowej i w Australii.
Rośliny wyróżniają się ostrymi i haczykowatymi listkami okrywy otaczającej kwiatostany, łatwo przyczepiającymi się do tkanin i futer, co jest głównym sposobem rozprzestrzeniania owoców tych roślin. Okrywy te zaplątane w sierść psów, owiec i innych zwierząt bywają bardzo problematyczne do usunięcia. Użytkowe znaczenie ma łopian większy A. lappa, który uprawiany jest w Japonii dla jadalnych korzeni spichrzowych. Młode liście tego gatunku spożywane są w sałatkach w Japonii, Skandynawii i Kanadzie. Ten gatunek, a także łopian mniejszy A. minus, wykorzystywane są także jako rośliny lecznicze.

## Rozmieszczenie geograficzne
Zasięg rodzaju obejmuje całą Europę, północno-zachodnią Afrykę (Maroko i Algieria) oraz rozległe obszary Azji – bez wschodnich krańców Rosyjskiego Dalekiego Wschodu, Półwyspu Arabskiego, Indyjskiego i Archipelagu Malajskiego. Szeroki zasięg mają jednak niemal wyłącznie gatunki z sekcji Arctium, tj. kilka gatunków tradycyjnie zaliczanych do rodzaju łopian. Pozostałe mają na ogół niewielkie zasięgi ograniczone do obszarów górskich Azji Środkowej lub Zachodniej, wiele gatunków to endemity gór Tienszan i Pamiro-Ałaju.
Szeroko rozprzestrzenione gatunki łopianów są też gatunkami inwazyjnymi w Ameryce Północnej, Południowej i w Australii
W Polsce występują na stanowiskach naturalnych cztery gatunki:
- łopian gajowy (Arctium nemorosum Lej.)
- łopian mniejszy (Arctium minus (Hill) Bernh.)
- łopian pajęczynowaty (Arctium tomentosum Mill.)
- łopian większy (Arctium lappa L.)

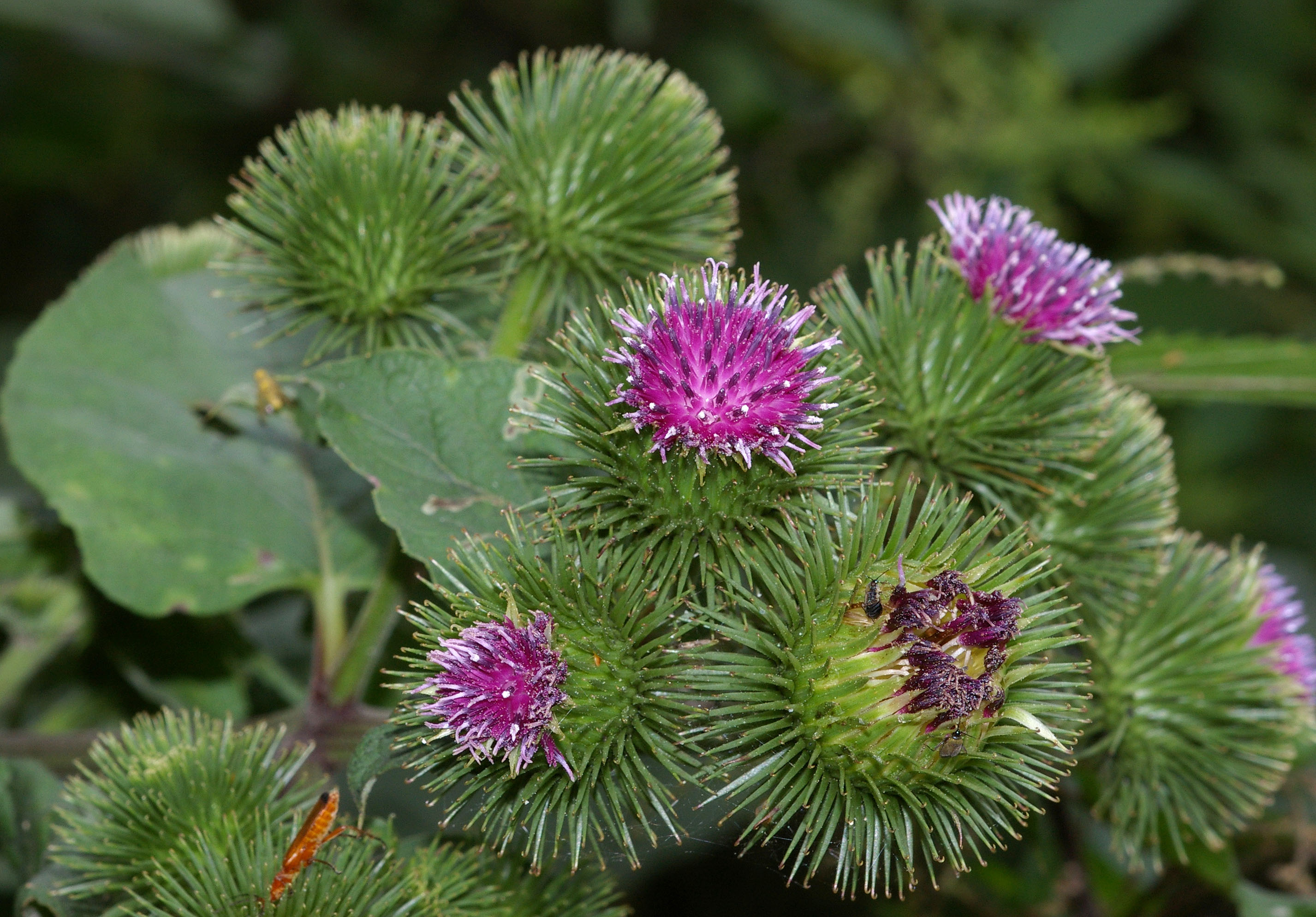
Łopian większy
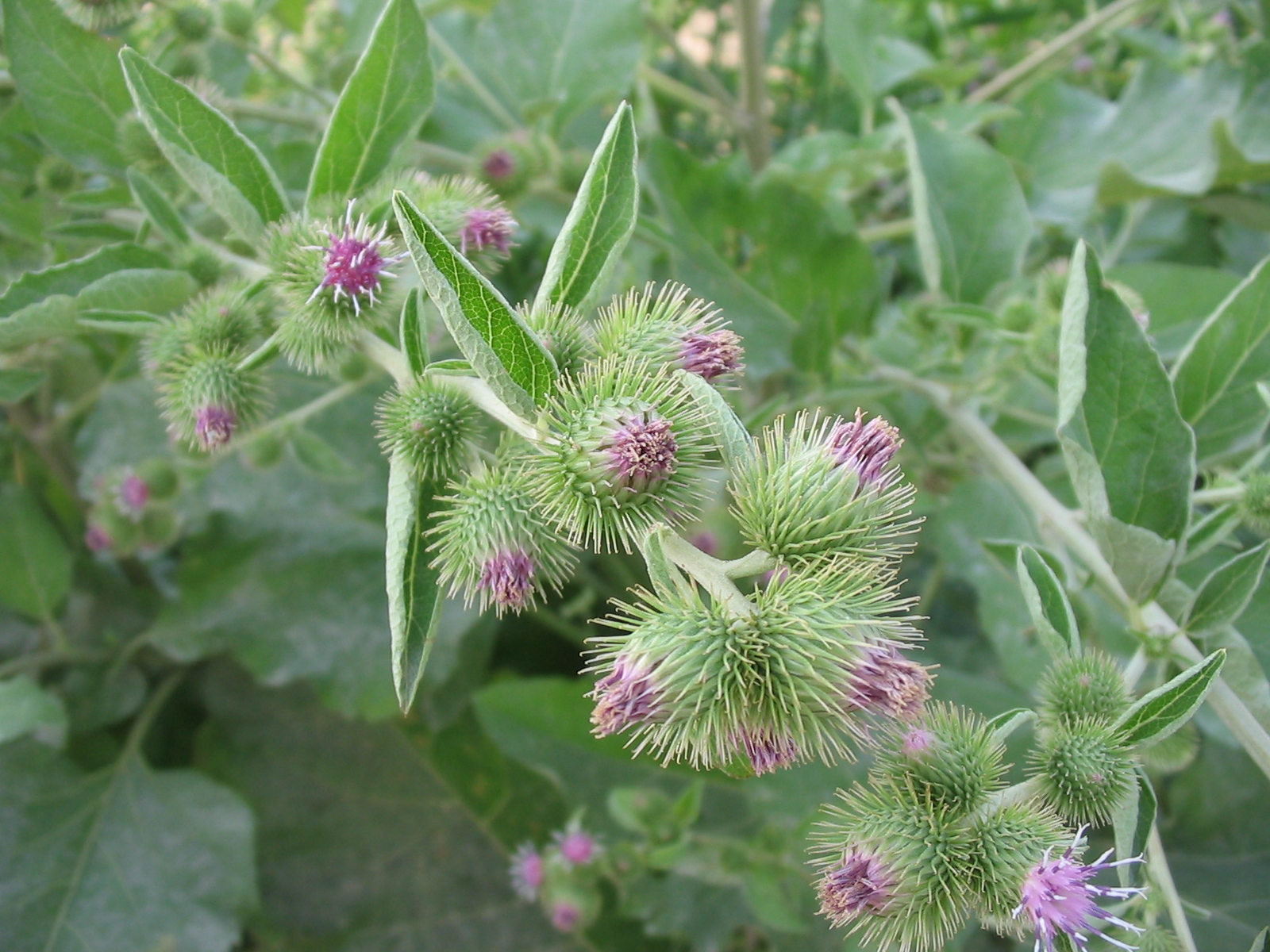
Łopian mniejszy
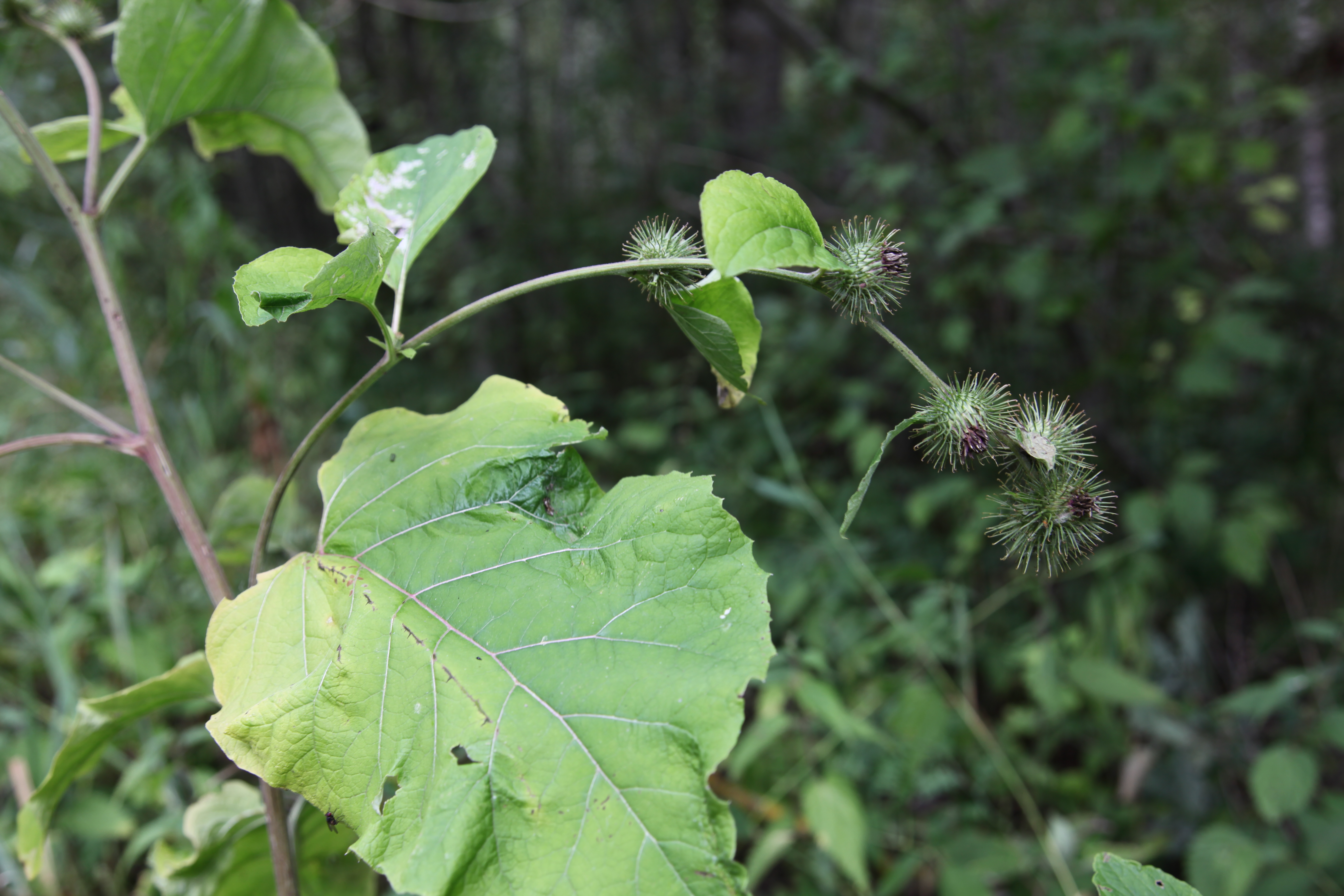
Łopian gajowy
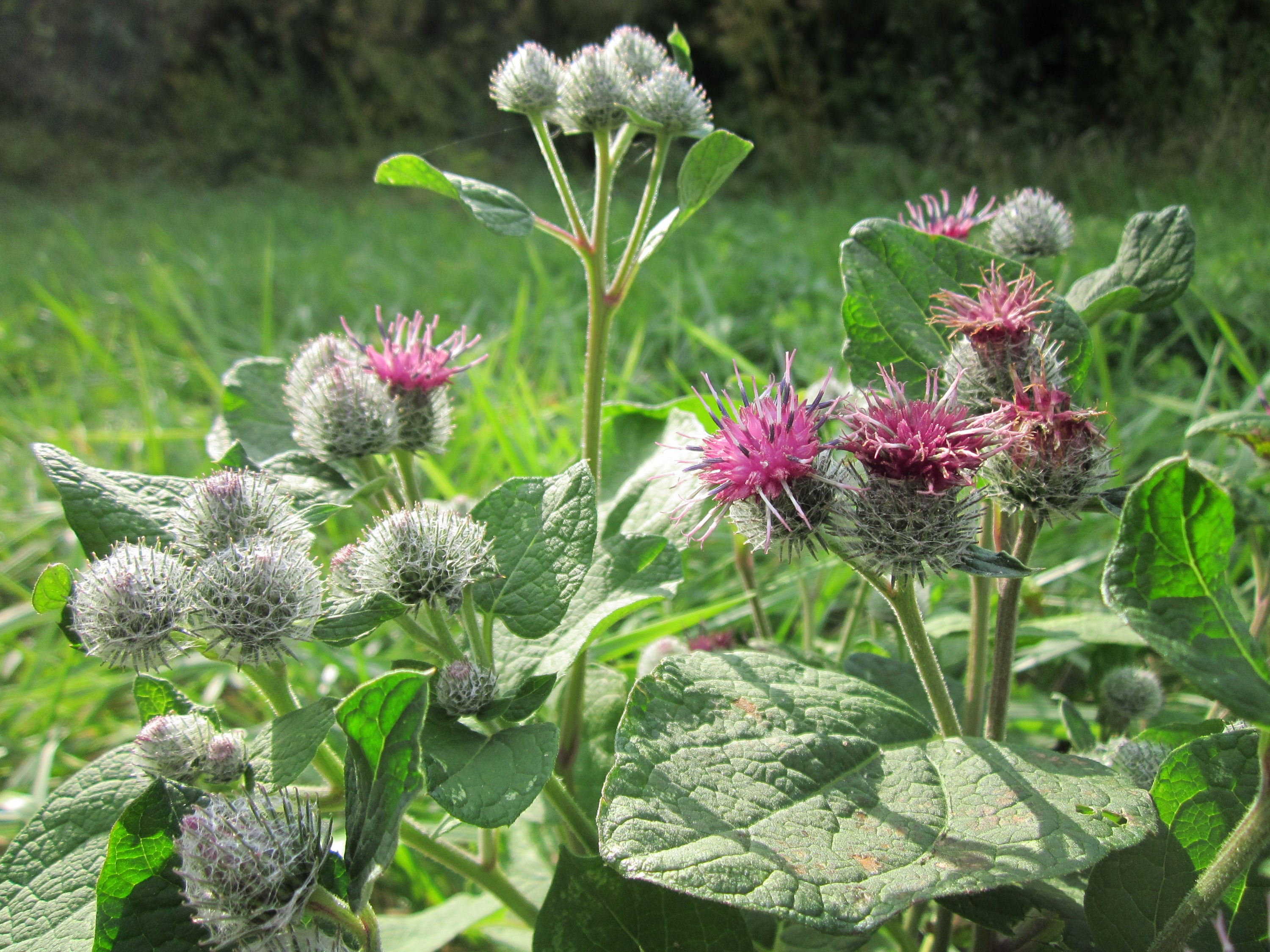
Łopian pajęczynowaty

## Morfologia
PokrójRośliny dwuletnie i byliny o korzeniu palowym, pędzie kolczastym lub nieuzbrojonym, czasem drewniejącym u nasady, osiągającym od kilkudziesięciu cm do ok. 3 m wysokości.
LiścieDolne skupione w rozecie przyziemnej, łodygowe podobne z kształtu, ale zmniejszające się ku górze pędu. Dolne ogonkowe, górne siedzące. Blaszka całobrzega, ząbkowana, klapowana do pierzasto podzielonej lub wcinanej, liście czasem skórzaste.
KwiatyWszystkie jednakowe, obupłciowe, rurkowate, o takiej samej lub zbliżonej budowie, zebrane w koszyczki kulistawe lub jajowate, tworzące kwiatostan złożony wiechowaty, groniasty lub w postaci podbaldachu. Listki okrywy nagie lub pajęczynowato owłosione, u nasady dachówkowato ułożone, w górze odgięte, zakończone ostrym końcem, haczykowatym, wygiętym lub wyprostowanym. Dno koszyczka pokryte sztywnymi lub miękkimi plewinkami. Puch kielichowy łatwo odpada. Korona kwiatu rurkowato-dzwonkowata, biała, żółta, różowa lub fioletowa, naga lub owłosiona.
OwoceNiełupki nagie, jajowate lub podługowate, często nieco spłaszczone, na powierzchni gładkie, pomarszczone lub podłużnie bruzdowane.

## Systematyka
Rodzaj Arctium opisany został po raz pierwszy zgodnie z obowiązującymi zasadami naukowej nomenklatury botanicznej przez Karola Linneusza w 1753 roku. Jednak w XVIII i XIX wieku wciąż wielu botaników używało „przedlinneuszowskiej” nazwy Lappa Scop. na określenie tych roślin. Rodzaj wyróżniających się w Europie roślin okazał się kłopotliwy do oddzielenia od opisanych w XIX wieku rodzajów azjatyckich rodzajów, zwłaszcza obfitującego w gatunki Cousinia, ale też Schmalhausenia, czy wyróżnionych w XX wieku rodzajów Anura i Hypacanthum. Cała ta grupa rodzajów określana jest mianem kompleksu Arctium-Cousinia. Wśród propozycji rozwikłania problemów w jej klasyfikacji padały i takie, by wszystkie 5 rodzajów i ponad 500 gatunków połączyć jako jeden rodzaj Arctium lub Cousinia. W latach 90. XX wieku rodzaj Arctium powiększono o kilka gatunków z podgatunku Cousinia subg. Cynaroides, dołączając rośliny o haczykowatych listkach okrywy. Nadal rodzaj tak wyróżniany nie miał jednak charakteru monofiletycznego i był zagnieżdżony w Cousinia. Analizy molekularne w XXI wieku pozwoliły ustalić, że cały kompleks Arctium-Cousinia rozpada się na dwa monofiletyczne klady. Jeden liczący ok. pół tysiąca gatunków zachowano pod nazwą Cousinia, a drugi obejmujący 6 gatunków tworzących tradycyjnie rodzaj Arctium, 20 gatunków z Cousinia subg. Cynaroides, 10 gatunków z subg. Hypacanthodes, dwa gatunki z rodzaju Hypacanthium i monotypowe rodzaje Anura i Schmalhausenia połączono w szeroko ujmowany rodzaj Arctium.
Pozycja systematyczna
Rodzaj Arctium należy do rodziny astrowatych Asteraceae, podrodziny Carduoideae, plemienia Cardueae i podplemienia Carduinae. 
Wykaz gatunków
- Arctium abolinii (Kult. ex Tscherneva) S.López, Romasch., Susanna & N.Garcia
- Arctium alberti (Regel & Schmalh.) S.López, Romasch., Susanna & N.Garcia
- Arctium × ambiguum (Celak.) Nyman
- Arctium amplissimum Kuntze
- Arctium anomalum (Franch.) Kuntze
- Arctium arctiodes Kuntze
- Arctium atlanticum (Pomel) H.Lindb.
- Arctium aureum Kuntze
- Arctium chloranthum (Kult.) S.López, Romasch., Susanna & N.Garcia
- Arctium dolichophyllum (Kult.) S.López, Romasch., Susanna & N.Garcia
- Arctium × dualis (Juz.) Duist.
- Arctium echinopifolium (Bornm.) S.López, Romasch., Susanna & N.Garcia
- Arctium egregium (Juz.) S.López, Romasch., Susanna & N.Garcia
- Arctium elatum (Boiss. & Buhse) Kuntze
- Arctium evidens (Tscherneva) S.López, Romasch., Susanna & N.Garcia
- Arctium fedtschenkoanum (Bornm.) S.López, Romasch., Susanna & N.Garcia
- Arctium grandifolium (Kult.) S.López, Romasch., Susanna & N.Garcia
- Arctium haesitabundum (Juz.) S.López, Romasch., Susanna & N.Garcia
- Arctium horrescens (Juz.) S.López, Romasch., Susanna & N.Garcia
- Arctium karatavicum (Regel & Schmalh.) Kuntze
- Arctium korolkowii Kuntze
- Arctium korshinskyi (C.Winkl.) S.López, Romasch., Susanna & N.Garcia
- Arctium lappa L. – łopian większy
- Arctium lappaceum (Schrenk) Kuntze
- Arctium × leiobardanum Juz. & C.Serg. ex Stepanov
- Arctium leiospermum Juz. & Ye.V.Serg.
- Arctium × maassii Rouy
- Arctium macilentum (C.Winkl.) S.López, Romasch., Susanna & N.Garcia
- Arctium medians (Juz.) S.López, Romasch., Susanna & N.Garcia
- Arctium minus (Hill) Bernh. – łopian mniejszy
- Arctium × mixtum (Simonk.) Nyman
- Arctium nemorosum Lej. – łopian gajowy
- Arctium nidulans (Regel) Sennikov
- Arctium × nothum (Ruhmer) J.Weiss
- Arctium palladinii (Marcow.) R.E.Fr. & Soderb.
- Arctium pallidivirens (Kult.) S.López, Romasch., Susanna & N.Garcia
- Arctium pentacanthoides (Juz. ex Tscherneva) S.López, Romasch., Susanna & N.Garcia
- Arctium pentacanthum (Regel & Schmalh.) Kuntze
- Arctium pseudarctium (Bornm.) Duist.
- Arctium pterolepidum (Kult.) S.López, Romasch., Susanna & N.Garcia
- Arctium radula Juz. & Ye.V.Serg.
- Arctium refractum (Bornm.) S.López, Romasch., Susanna & N.Garcia
- Arctium sardaimionense Rassulova & B.A.Sharipova
- Arctium schmalhausenii Kuntze
- Arctium tomentellum (C.Winkl.) Kuntze
- Arctium tomentosum Mill. – łopian pajęczynowaty
- Arctium triflorum Kuntze
- Arctium ugamense (Karmysch.) S.López, Romasch., Susanna & N.Garcia
- Arctium umbrosum (Bunge) Kuntze
- Arctium vavilovii (Kult.) S.López, Romasch., Susanna & N.Garcia
- Arctium × zalewskii (Dybowski.) Arènes